# عبر سيبيريا (فلم)
عبر سيبيريا (بالإنجليزية: Transsiberian) فيلم إثارة نفسية أمريكي لعام 2008 من إخراج براد أندرسون  وكتبه أندرسون وويل كونروي. يقوم ببطولته وودي هارلسون وإميلي مورتيمر  كزوجين أمريكيين تقودهما رحلتهما على سكة الحديد العابرة لمنطقة سيبيريا إلى مسار من الخداع والقتل. ظهرت كيت مارا وإدواردو نورييغا وتوماس كريتشمان وبن كينجسلي في الأدوار المساعدة. كان العرض الأول في 2008 من خلال مهرجان صندانس السينمائي في يناير، ثم صدر إصدارًا محدودًا في الولايات المتحدة في 18 يوليو 2008. وحصل الفيلم مراجعات ونقد إيجابي، مع الثناء على قصته وأجواءه، وحقق 5.9 مليون دولار  في شباك التذاكر. فاز الفيلم في مهرجان جوائز جودي 2009 Gaudí Awards بجوائز أفضل مونتاج فيلم (خاومي مارتي) - أفضل إخراج فني (آلان بيني) ورشح لعدد 11 جائزة أخرى لعام 2009. منح موقع قاعدة بيانات الأفلام على الإنترنت (IMDB) الفيلم درجة 6.6/ 10. منح موقع قاعدة بيانات الأفلام العربية "السينما.كوم" الفيلم درجة 5.2/ 10.

## طاقم التمثيل
- وودي هارلسون: في دور روي
- إميلي مورتيمر: في دور جيسي
- بن كينجسلي: في دور جرينكو
- كيت مارا: في دور آبي
- إدواردو نورييغا: في دور كارلوس
- توماس كريتشمان: في دور كولزاك
- إتيان شيكو:[19] في دور مسافر فرنسي
- ماك ماكدونالد:[20] في دور الوزير
- كولين ستينتون: في دور مسؤول السفارة
- بيرليس فيسيتا:[21] في دور مدير فندق بوشكين
- ميندوجاس بابينيغيس:[22] في دور المخبر الشاب
- ميندوجاس كاباس:[23] في دور ضابط عسكري
- سوناتا فيسكوكايني: في دور مضيفة قطار # 1
- لاريسا كالبوكايت: في دور مضيفة قطار # 2
- فالنتين كروليكوفسكيس: في دور النادل الشاب
- فيدمانت جاسيونيفيسيوس: في دور الحمال
- أنتاناس سورغيليس: في دور نادل
- كريستينا كولينك: في دور فتاة في المدرسة 1
- جين زو: في دور فتاة المدرسة 2
- اميل فيليفيس: في دور شرطي
- سوليوس باجاليوناس: في دور شخص مخمور
- أندريوس بولافيسيوس: في دور الرحال الليتواني
- سيرجي أوسكين:[24] في دور مهندس
- ألفريداس بوتكيفيسيوس:[25] في دور بروفودنيك
- أنتاناس رادينسكاس:[26] في دور كاتب متجهم [27][28][29]

## أحداث الفيلم
يستقل الزوجين الأمريكيين، روي (وودي هارلسون) وجيسي (إميلي مورتيمر)، القطار من بكين إلى موسكو عند عودتهما إلى الوطن من مهمة مسيحية في الصين. تمتد الرحلة لمدة أيام حيث يعبر القطار منطقة سيبيريا الجليدية. يصادق روي، أثناء رحلة القطار، الشاب الإسباني كارلوس (إدواردو نورييغا) وصديقته المولودة في مدينة سياتل الأمريكية، آبي (كيت مارا). وأثناء توقف القطار في مدينة إيركوتسك للراحة يظهر كارلوس لجيسي الدمى التذكارية "ماتريوشكا" أثناء غياب روي عن القطار لمشاهدة معالم المدينة. يصعد الجميع مرة أخرى للقطار ولكن جيسي تكتشف أن روي لم يصعد معهم وتخلف في إيركوتسك. عند وصول القطار للمحطة التالية يهبط الجميع إلى فندق للراحة، وفي أحد المطاعم، ترى جيسي دمية مطابقة تقريبًا لدمية كارلوس، وتذكره بذلك في حضور آبي التي تنزعج أيما انزعاج. في صباح اليوم التالي، يطرق كارلوس باب غرفة جيسي، ويخبرها أن حمام غرفته متعطل ويطلب منها استخدام حمامها. تتلقى جيسي استدعاءًا من مكتب الاستقبال وتترك كارلوس في غرفتها، وفي مكتب الاستقبال، تتلقى مكالمة تؤكد أن روي سينضم إليهم بعد 4 ساعات، ويقنعها كارلوس بالذهاب في رحلة إلى البرية، حيث يجدون كنيسة مدمرة، وحيث أن جيسي مصورة هاوية، تشرع في التقاط الصور. يتودد كارلوس لجيسي التي ترفض أولاً ثم تستسلم، وأثناء القبلات المجنونة تسترد جيسي حسها وتطلب من كارلوس التوقف. يستمر كارلوس في عناقها ويصبح عدوانيًا ويطاردها. تشعر جيسي بالرعب وتقتله بعمود السياج. تعود جيسي إلى القطار لتجد روي، وهي في حالة ذهول، وتجد زوجها وقد عقد صداقة مع إيليا جرينكو (بن كينجسلي)، الضابط الروسي في قسم مكافحة المخدرات، والذي أصبح رفيقهم الجديد في كابينة القطار. تجد جيسي دمى كارلوس في حقيبتها وتدرك أنه أخفاها عندما كان في غرفتها خوفاُ من مطاردة الشرطة. أثناء الحديث الدائر بين روي وجيسي وجرينكو يكتشف الزوجين أن كارلوس وآبي كانوا من مهربي المخدرات. يكتشف جرينكو الدمى في حوذة جيسي ويستجوبها في حضور مساعده كولزاك (توماس كريتشمان) وتعترف بكل شيء فيما عدا قتلها كارلوس. يحاول روي وجيسي الهروب من القطار ولكنهم يكتشفوا أن عربة القطار قد تم فصلها عن باقي عربات الركاب. يعثر جرينكو وكولزاك على الزوجين ويقتادوهم إلى مكان يتم تعذيب آبي فيه للاعتراف بمكان كارلوس، وتظهر حقيقة ضابط الشرطة جرينكو الذي يعمل لصالحه هو وكولزاك للحصول على المخدرات ومبلغ ضخم في حوذة كارلوس. تحدث مفاجأة ويصطدم قطار جرينكو بقطار آخر ركابه أكثرهم من العساكر المسلحين، ويخشى جرينكو من افتضاح أمره فيقوم بإطلاق الرصاص على كولزاك ويدعي للعساكر الذين يجهلوا اللغة الإنجليزية أنه قتل مجرم كان قد احتفظ بأثنين من الأمريكيين كرهائن، ويفشل روي في إقناع العساكر بغير ذلك.
يزور مسؤول أمريكي جيسي وروي في موسكو، ويكشف لهم عن تاريخ كارلوس الإجرامي، وتصر جيسي على التحدث إلى آبي في المستشفى. يظهر المشهد الأخير آبي وهي تصل إلى مكان جثة كارلوس، وتأخذ ثروة من المال المسروق من سترته.

## إنتاج الفيلم
تم تصوير الفيلم بمواقع في ليتوانيا، وقد منحت الحكومة صانعي الفيلم مسافة من الأرض بطول 40 كيلومترًا من مسار القطار للتصوير. كانت ميزانية الإنتاج 15 مليون دولار. وافقت بطلة الفيلم إيملي مورتيمر على التمثيل بالفيلم قبل يومين من التصوير وبدأ التصوير دون أن يكون لدى البطلة وقت لإنهاء قراءة السيناريو.

## استقبال الفيلم
حقق الفيلم 2.206.405 دولارًا أمريكيًا في الولايات المتحدة وكندا و 3.720.005 دولارًا أمريكيًا في دول أخرى ليبلغ المجموع العالمي 5.926.410 دولارًا أمريكيًا.
منح موقع "الطماطم الفاسدة" الفيلم تقديراً مقداره 92% بناءاً على آراء 100 ناقداً سينمائياً، ونص الإجماع النقدي للموقع، على أنه "تقليدي في الشكل ولكنه فعال في التنفيذ، هذا الفيلم المثير يقدم الخطر في القطار في سيناريو ذو احساس عالي.
منح موقع "ميتاكريتيك" الفيلم تقديراً مقداره 72% بناءاً على آراء 21 ناقداً سينمائياً.
منح الناقد السينمائي روجر ايبرت، من صحيفة شيكاغو صن تايمز، الفيلم 3.5 من 4 وأشاد بالفيلم، قائلاً: "إنه يبني الخوف الحقيقي والتشويق". منح سكوت توبياس من موقع "نادي إيه في" الفيلم درجة (+B). كتب كيرك هانيكوت من صحيفة هوليوود ريبورتر: "هذه الحكاية القوية، وسريعة الخطى، التي تتشابك مع المؤامرة، ومع الشخصية وعلم النفس، على خلفية غريبة بشكل لا يصدق، لها بالطبع قوة دفع في شباك التذاكر، وديناميكية في سرد القصة."

## الجوائز والترشيحات
أكاديمية الخيال العلمي، أفلام الفانتازيا والرعب، الولايات المتحدة الأمريكية 2009: رشح لجوائز أفضل ممثلة (إميلي مورتيمر) - أفضل ممثل مساعد (وودي هارلسون) - أفضل فيلم دولي
جوائز دائرة كتاب السينما، أسبانيا 2009: رشح لجوائز أفضل تصوير سينمائي (تشافي جيمينيز) - أفضل مونتاج (جاومي مارتي)
جوائز إدغار آلان بو 2009: رشح لجوائز أفضل فيلم – أفضل سيناريو براد أندرسون - سوف كونروي 
جوائز جودي 2009: فاز بجوائز أفضل مونتاج فيلم (خاومي مارتي) - أفضل إخراج فني (آلان بيني)
رشح لجوائز أفضل تصوير سينمائي (تشافي جيمينيز) - أفضل صوت (روبرت آيفي) - ألبرت مانيرا (أفضل مؤثرات خاصة) - جوردي سان أوجستين (أفضل فيلم بلغة غير كاتالونية) - براد أندرسون (مخرج / كاتب) - ويل كونروي (كاتب) - مجموعة فيلماكس – يونيفيرسام فيلم – تلسينكو سينما – فيوتشار فيلمز - استوديو الفيلم الليتواني
جوائز اتحاد الممثلين الإسبان 2009: جائزة الدور المساند للرجال (إدواردو نورييجا)

## روابط خارجية
- مقالات تستعمل روابط فنية بلا صلة مع ويكي بيانات
- https://mubi.com/films/transsiberian عبر سيبيريا (فيلم)
- https://elcinema.com/work/2005849/ عبر سيبيريا (فيلم)
- https://www.imdb.com/title/tt0800241/ عبر سيبيريا (فيلم)
- https://letterboxd.com/film/transsiberian/ عبر سيبيريا (فيلم)
- https://www.filmaffinity.com/us/film737464.html عبر سيبيريا (فيلم)
- https://www.metacritic.com/movie/transsiberian عبر سيبيريا (فيلم)
- https://www.themoviedb.org/movie/6687-transsiberian عبر سيبيريا (فيلم)
- https://www.allmovie.com/movie/transsiberian-v348656 عبر سيبيريا (فيلم)
- https://www.allocine.fr/film/fichefilm_gen_cfilm=133972.html عبر سيبيريا (فيلم)
- https://www.blu-ray.com/movies/Transsiberian-Blu-ray/1035/ عبر سيبيريا (فيلم)
- https://www.tcm.com/tcmdb/title/661446/transsiberian#overview عبر سيبيريا (فيلم)